# Ferdinand Ascher
Ferdinand Ascher (* 1988 in Starnberg) ist ein deutscher Schauspieler.

## Leben
Ferdinand Ascher wuchs in Seeshaupt am Starnberger See auf. Zunächst machte er eine Ausbildung zum Schreiner, die er 2008 mit der Gesellenprüfung abschloss. Seine Schauspielausbildung erhielt er anschließend von 2008 bis 2011 an der Neuen Münchner Schauspielschule.
Nach Abschluss seiner Ausbildung war er in der Spielzeit 2011/12 am Landestheater Eisenach engagiert. Es folgten Theaterengagements beim „Geretsrieder Kulturherbst“ (2012), beim Jungen Schauspiel Ensemble München (2013–2014), bei mehreren Produktionen am Hoftheater Bergkirchen (2013–2016), am Chiemgauer Volkstheater (2014), bei der Seebühne Utting (2014) und bei den Carl Orff-Festspielen (2015).
2016 verkörperte er beim Kultursommer Garmisch-Partenkirchen den „zügellosen“ Bruder Alois Kneißl in der Produktion Räuber Kneißl. In der Spielzeit 2016/17 gastierte er bei der Münchner Iberl-Bühne. Im Sommer 2017 spielte er den Demetrius in der Shakespeare-Komödie Ein Sommernachtstraum auf der Seebühne Utting am Ammersee.
In der Spielzeit 2017/18 gastierte er an der Komödie am Altstadtmarkt in Braunschweig in einer Bühnenfassung von Ludwig Thomas Lausbubengeschichten an der Seite von Hansi Kraus. In der Spielzeit 2018/19 folgte dort die Komödie Die Wahrheit über Dinner for one von Jan-Ferdinand Haas, bei der u. a. Manon Straché seine Partnerin war. 2018 und 2019 trat er bei den Karl-May-Festspielen Burgrieden auf. Im Sommer 2020 war er dort für die Titelrolle in der Old Surehand-Produktion vorgesehen.
Ascher stand auch für einige Film- und Fernsehproduktionen vor der Kamera, wo er u. a. mit Franz Xaver Bogner und Gunnar Fuß arbeitete.
Ferdinand Ascher lebt in München und am Starnberger See.

## Filmografie (Auswahl)
- 2015: Ostwind 2 (Kinofilm)
- 2017: Detox: Wenn du alles verloren hast (Kinofilm)
- 2017–2018: Über Land (Fernsehserie)
- 2020: Frühling – Genieße jeden Augenblick (Fernsehreihe)
- 2021: Kanzlei Berger: Privatsache (Fernsehserie, eine Folge)
- 2023: Sturm der Liebe (Fernsehserie)